# تپه خرابه کوچک
تپه خرابه کوچک در شهرستان قزوین، بخش کوهین، روستای فطر واقع شده و این اثر در تاریخ ۲۵ اسفند ۱۳۸۰ با شمارهٔ ثبت ۵۵۰۰ به‌عنوان یکی از آثار ملی ایران به ثبت رسیده است.